# Vladimír Vokolek
Vladimír Vokolek (1. Januar 1913 in Pardubice – 23. Juli 1988 in Ústí nad Labem) war ein tschechischer meditativer Dichter, Prosaist und Essayist und gilt als Vertreter der sogenannten Spirituellpoesie der Nachkriegszeit.

## Leben
Er wurde in die Familie von Václav Vokolek geboren, dem Besitzer einer Druckerei in Pardubice, die in den 1930er Jahren durch die Herausgabe von Kunstdrucken katholischer Autoren wie  J. Deml, J. Zahradníček und B. Reynek bekannt wurde. Vladimír Vokolek hatte zwei Brüder und eine Schwester. Nach dem Abitur 1933 schrieb er sich für ein Studium der Sprachen und der Philosophie an der Philosophischen Fakultät der Karls-Universität ein. Er beendete sein Studium nicht und kehrte nach der Schließung der Universität im Jahr 1939 nach Pardubice zurück. In den Jahren 1945–46 absolvierte er einen Bibliothekskurs und arbeitete ab 1946 als Direktor der Bezirksbibliothek in Děčín. Im Jahr 1949 wurde er jedoch aus dieser Position entlassen und 1954 war er gezwungen, die Bibliothek zu verlassen. Seinen Lebensunterhalt verdiente er als Grundschullehrer in Děčín und dann als Redakteur der Zeitschrift Dialog in Ústí nad Labem. Nach seinem Berufsverbot im Jahr 1970 war er bis 1973 ohne feste Anstellung und ging dann in den Ruhestand.
Sein Sohn Václav Vokolek (geb. 1947 in Děčín) ist Prosaist und Dichter sowie Autor visueller Poesie.

## Werk
Vokoleks Poesie ist von der christlichen Weltanschauung beeinflusst und von den Werken von Mácha, Březina und Zahradníček inspiriert.
- Žíněné roucho, 1940
- Národ na dlažbě, 1945
- Cesta k poledni, 1946
- Mezi rybou a ptákem, 1967
- Atlantis, 1972
- Na hrotu plamene, samizdat 1987
- Obrana básníka, 1992
- Absurdanda, 1994
- Tak pravil Švejk, 1995
- Oidipovské variace, 1996

| Personendaten    | Personendaten                                |
| ---------------- | -------------------------------------------- |
| NAME             | Vokolek, Vladimír                            |
| KURZBESCHREIBUNG | tschechischer Dichter, Prosaist und Essayist |
| GEBURTSDATUM     | 1. Januar 1913                               |
| GEBURTSORT       | Pardubice                                    |
| STERBEDATUM      | 23. Juli 1988                                |
| STERBEORT        | Ústí nad Labem                               |